# Fabio Sacchi

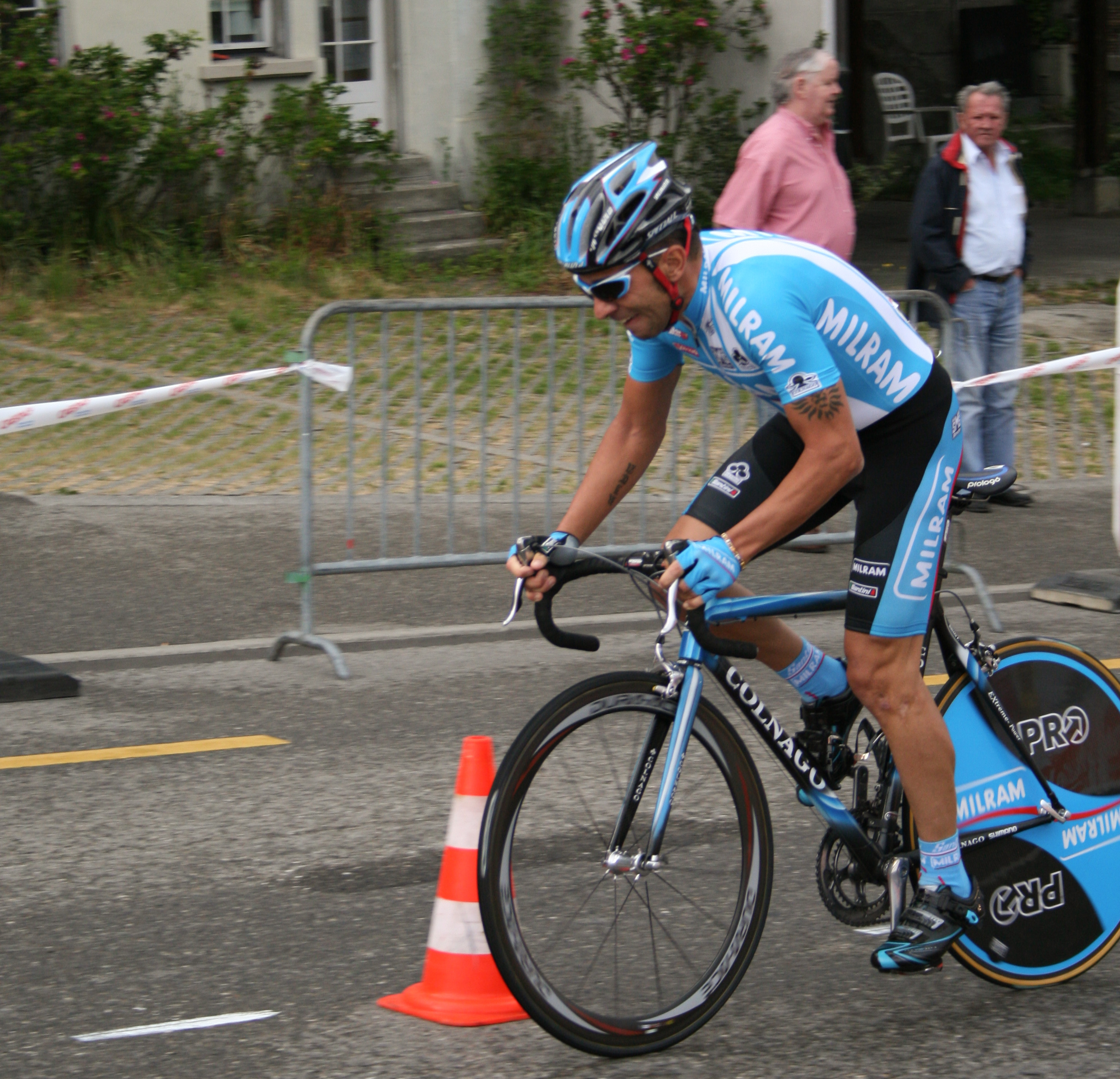
Fabio Sacchi

Fabio Sacchi, född 22 maj 1974 i Milano, är en professionell italiensk tävlingscyklist.
Sacchi blev professionell med Team Polti 1997 och samma år deltog han i Giro d'Italia för första gången.
Han bästa resultaten i sin karriär är som vinnare av Coppa Bernocchi 1998, Giro di Romagna 2003 och 2005 vann han Milano-Turin.  
Under säsongen 2006 vann Fabio Sacchi Trofeo Città di Borgomanero tillsammans med landsmannen Marco Velo. De vann tävlingen före tvåorna Vincenzo Nibali och Roman Kreuziger med en marginal på 1 minut och 31 sekunder. Sacchi och Velo vann under säsongen också Coppa Lella Mentasti. Sacchi körde Giro d'Italia (63:a), Tour de France (slutförde inte loppet) och Vuelta a España (96:a).
Under säsongen 2008 tävlade han för det luxemburgska stallet Preti Mangimi. Fabio Sacchi slutade på tredje plats på GP Fourmis 2008 bakom Giovanni Visconti och Stéphane Goubert. Tidigare under säsongen hade han slutat på nionde plats på Coppa Placci. Sacchi slutade också på sjätte plats på Giro della Romagna bakom 
Luca Paolini, Enrico Gasparotto, Mauro Finetto, Francesco Ginanni, Donato Cannone och Raffaele Ferrara.

## Meriter
1998
Coppa Bernocchi
2003
Giro di Romagna
2005
Milano-Turin
2006
Coppa Lella Mentasti (med Marco Velo)
Trofeo Città di Borgomanero (med Marco Velo)

## Stall
- 1996 Team Polti (Stagiaire)
- 1997-2000 Team Polti
- 2001-2003 Saeco Macchine per Caffé
- 2004-2005 Fassa Bortolo
- 2006-2007 Team Milram
- 2008 Preti Mangimi